# Lucho Argain
Luis Guillermo Pérez Cedrón (Cartagena de Indias, 20 de febrero de 1927-Cartagena de Indias, 15 de enero de 2002), más conocido como Lucho Argain, fue un compositor y cantante colombomexicano.

## Nacimiento y primeros años
Luis Guillermo Pérez Cedrón, a la edad de 6 años, quedó huérfano de madre y su familia sufrió un duro revés económico. Por ello, se mudaron continuamente hasta que terminaron viviendo, en una zona de tolerancia. Él mismo Guillermo, tuvo que desempeñar varios oficios para colaborar, con la manutención de su familia.   
Sus hermanos mayores, solo pudieron estudiar un poco.   
A los 15 años, su primera novia le envió una carta y él no pudo leerla. Esta fue suficiente motivación para al menos aprender a leer.   
Sus compañeros de estudio eran niños de 7, 8 y 9 años y a pesar de su "vejez" y la vergüenza que podría darle, no desfalleció en su esfuerzo, con la venta de periódicos que era su nuevo trabajo, logró conseguir algunos textos de estudio. Al poco tiempo se inscribió en una escuela formal para segundo grado con la ayuda de su padre y una gran insistencia por parte de él.
Después de vivir penurias, en 1944 por recomendación de un amigo, se enroló en el servicio militar. Fue allí, donde inició, su vida como compositor.    
"Ana Leonor" y "Eres mala conmigo". Estas fueron sus primeras composiciones.    
Por más que quiso, nunca pudo aprender a tocar las maracas.

## Inicios en la música
ANTES En 1954 empezó a incursionar en la música cubana, ya que la misma, ambientaba cada taberna y burdel del lugar. Luego, fue presentado a Antonio Fuentes, dueño de Discos Fuentes, el cual le propuso que con su agrupación fundaran la Sonora Dinamita y ser el vocalista principal de ella el 16 de marzo de 1960.   
Posteriormente, graba al lado de Los Corraleros de Majagual, al lado de leyendas como Alfredo Gutiérrez, Armando Hernández, Eliseo Herrera, César Castro, Chico Cervantes, Calixto Ochoa, entre otros. También participó en distintas agrupaciones como Pedro Laza, La Sonora Cordobesa, Los Satélites, La Sonora Costeña, Orquesta Mar Azul, Julián Machado y Su Violín, Alfredo Gutiérrez y Sus Estrellas, Los Nativos, Orquesta La Explosiva, La Sonora Barulera, etc.   
Estuvo como vocalista principal en La Sonora Dinamita, agrupación impulsada por Toño Fuentes.   
Grabó con algunas compañías disqueras colombianas, como la mencionada Discos Fuentes con la cual presentó la mayoría de sus éxitos, Sonolux, Codiscos, entre otros.  
En 1957 Argain conoció a Kike Bonfante, compositor y músico, quien le presentó al también cartagenero Antonio Fuentes, fundador en 1934 de Discos Fuentes. Don Antonio se enteró del trabajo de Argain y acogió sus composiciones. En consecuencia, sus temas fueron interpretados por artistas de la calidad de Daniel Santos, Pedro Laza y César Castro.  
Un día César Castro no pudo asistir a una de las grabaciones y Fuentes determino invitar a Lucho para que cantara sus temas. Para ello eligió cuatro rancheras. Como las canciones tenían como destino el mercado mexicano y en ese país ya había un cantante llamado Luis Pérez Meza, para evitar confusiones Don Antonio decidió cambiarle el nombre por el de "Lucho Argain".
Relatan Ofelia Peláez y Luis Felipe Jaramillo, los historiadores oficiales de Discos Fuentes, en su libro Colombia musical (1996), que en 1977 los hijos de Toño Fuentes, Pedro y José María, encargados de la dirección, fueron a tocar la puerta de la casa de Lucho cuando este estaba ya retirado, con el propósito de convencerlo de que reactivara La Sonora Dinamita, para responder a la insistente demanda del mercado mexicano.

### Sonora Dinamita
En palabras de Lucho Argain: "México fue la catapulta de sus éxitos". El mismo llegó a considerar a México como una segunda casa.
Así mismo el propio Argain en una entrevista se declaró admirador de José Alfredo, Juan Gabriel y Armando Manzanero.
A su vez expresó que "todo su triunfo, se lo debía al país de las rancheras". Por lo cual, compuso muchos temas a la República Mexicana como: ''San Luis Potosí'', ''A Guanajuato me voy'', estado donde vivía José Alfredo Jiménez de ahí que una de las partes que canta dice "yo me voy pa Guanajuato La tierra de José Alfredo", ''Mi Torreón es mi Torreón'', ''México 86'' (Dedicada al mundial de fútbol), '' El Lagunero'' y la ''Segunda del lagunero'' a Torreón, donde recibió la mejor acogida. "Se va Nicanor'' dedicada a todos los rincones de la república mexicana, ''No tiene fin'' donde en una estrofa escribe: "México lindo y querido a ti te canto esta cumbia", "La chica de Chiconcuac", "Ecatepec (Cumbia de Ecatepec)", "Cumbia sonidera" dedicada a sus amigos sonideros mexicanos como Ramón Rojo de Sonido la changa o el Rolas con los que alternaba en sus presentaciones, "Cumbia Errante" que fue escrita en agradecimiento a México celebrando los 30 años de la sonora interpretada por Margarita Vargas, "Mi Monterrey" interpretada por Álvaro Pava, "Luna de Laredo" dedicada a Tamaulipas, "Aquí esta su taquero" dedicada al platillo mexicano por excelencia: los tacos, Lucho dio la encomienda a Susana Velázquez para componer el tema "Gracias Verónica" que dedicaron a la actriz y cantante Verónica Castro, grabó y compuso el éxito "Las dos sonoras" como un homenaje a la Internacional y mexicana Sonora Santanera cuyo coro decía "La sonora Santanera toca bien y la Dinamita también" y cantó a muchas otras partes de Latinoamérica como "Guatemalteca" cantada por Mike Alvear, "Mi ilusión es Brasil" o el "Mosaico Paraguayo" sin olvidarse de su Colombia. La cumbia de la Sonora Dinamita con los años terminó mexicanizándose para el gusto de los mexicanos.
Salió en el show de Verónica Castro en 1991.

## Fallecimiento
Lucho Argain murió el 15 de enero de 2002 en la ciudad de Cartagena, por las complicaciones de la diabetes que padecía desde hace varios años.